# 揖保川

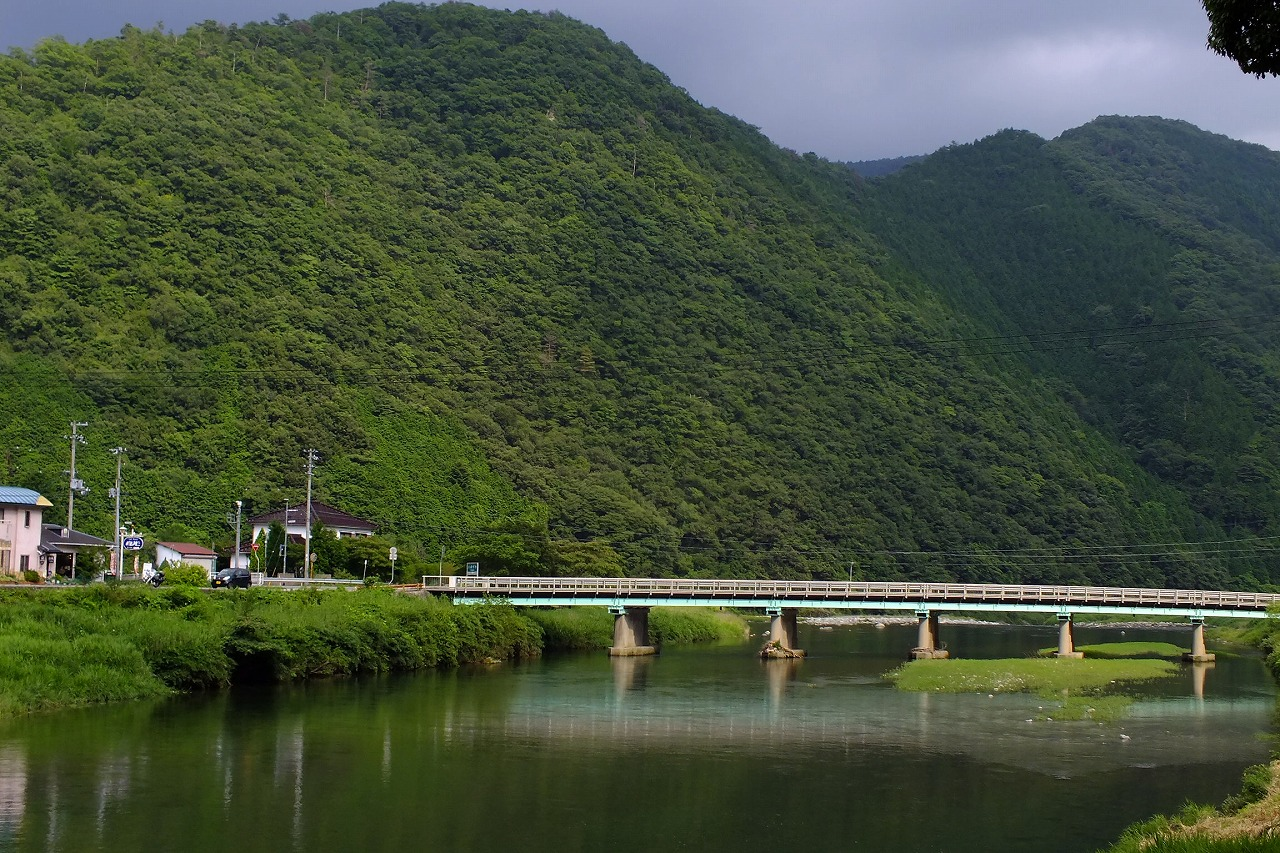
与位の洞門から見る揖保川

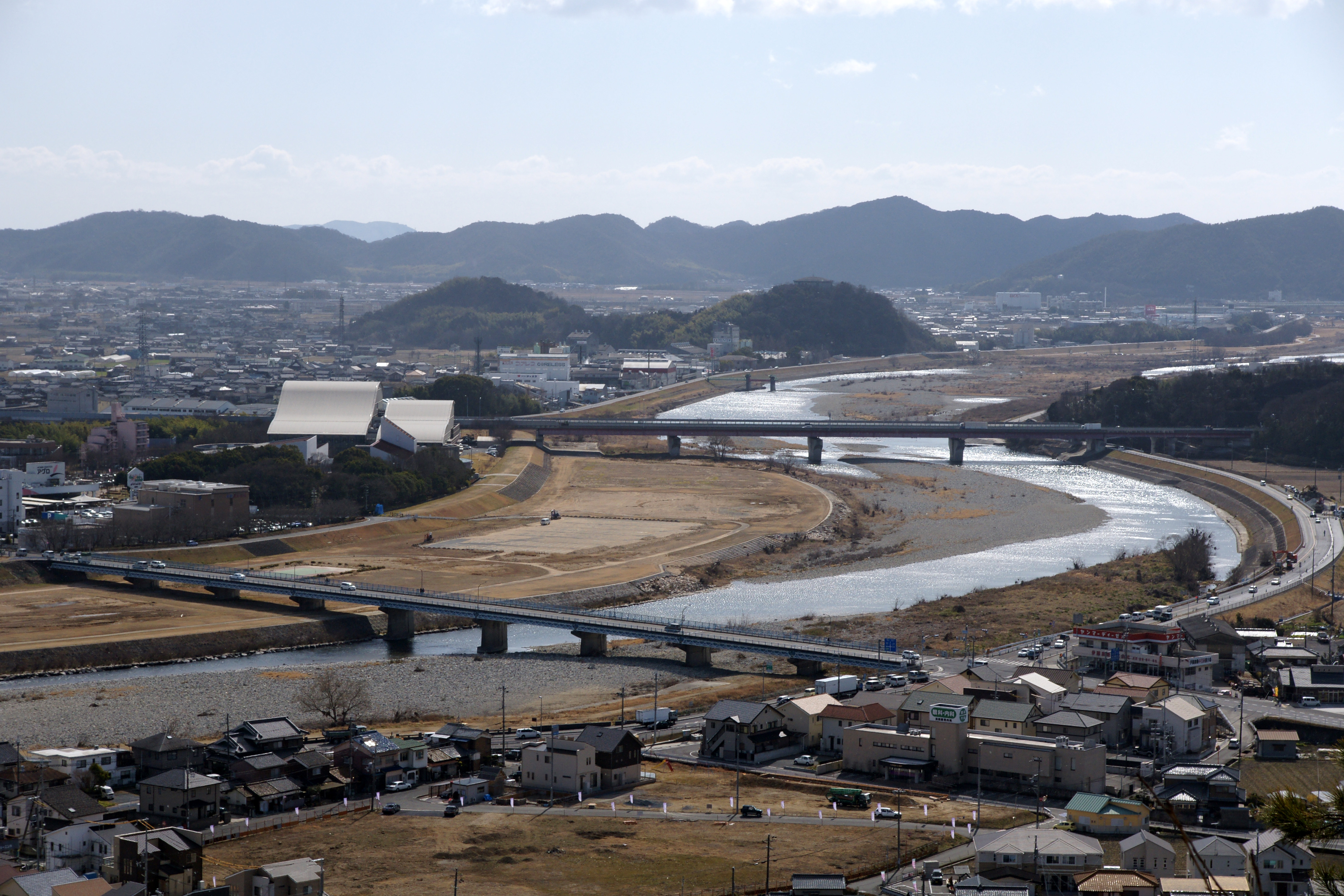
俯瞰。兵庫県たつの市日山より

揖保川（いぼがわ）は、兵庫県の南西部を流れる一級水系の本流である。加古川・市川・夢前川・千種川と並び播磨五川と呼ばれている。流域面積は播磨五川のうち加古川に次ぐ広さ。

## 地理
兵庫県宍粟市の藤無山（標高1,139m）に源を発し南流。たつの市を貫流し、姫路市余部区付近で中川を西に分け、三角州を形成。姫路市網干区で播磨灘に注ぐ。流川69.736キロメートル。中川は姫路市とたつの市の境を成す。
たつの市内の堤防には、増水時に住居の畳を使って護岸を嵩上げする畳堤を行う地域がある。

## 名称の由来
揖保川は揖保郡を流れる大河として名付けられた。
『播磨国風土記』によると、「揖保」は渡来神のアメノヒボコ（天日槍命）と播磨国の国神であるアシハラノシコオノミコト（葦原志挙平命、伊和大神）の2つの神の土地争奪の話に由来する。揖保川の河口に到着した天日槍命が伊和大神に宿を乞うたところ、伊和大神は海の中を許した。すると天日槍命は剣で海水をかきまぜて、島を作り宿した。驚いた伊和大神は天日槍命が自分の国を占拠しようと思い、大慌てに川を遡った途中に、食事をしながら丘を登ると、口から飯の粒がこぼれた。故にその丘が「粒丘」（いいほのおか、現在のたつの市揖保町中臣にあるとされる）と呼ばれ、転じて地名も「揖保郡」（いいぼのこおり）となった。なお、伊和大神は現在、揖保川上流の宍粟市（旧一宮町）の伊和神社に鎮まっている。
また、揖保川の下流部は古く「宇頭川」（うずがわ）とも呼ばれる。激流でよく暴れた川で、渦が多数発生したから「渦」の当て字とされる。

## 歴史
- 1892年（明治25年）7月 - 台風接近に伴い、龍野で過去最大の流量を記録。いたるところで氾濫が発生して水深3メートルに達した場所もあった。死者6人、浸水家屋10793戸の被害[4]。
- 1976年（昭和51年）9月13日 - 台風17号の集中豪雨により一宮町福地地内で地すべりが発生。流出した土砂が河道を埋め溢水が生じた[5]。

## 貴重な生物の例[6]
- 上流部（引原川合流点より上流）
  - カワセミ （｢改訂・兵庫の貴重な自然｣におけるランク B）
  - オオサンショウウオ (環境省レッドデータブック準絶滅危惧、｢改訂・兵庫の貴重な自然｣におけるランク B、緑の国勢調査におけるすぐれた自然調査の対象種）
  - スナヤツメ （環境省レッドデータブック絶滅危惧II類、｢改訂・兵庫の貴重な自然｣におけるランクB）
- 中流部（栗栖川合流点～引原川合流点）
  - オヤニラミ（環境省レッドデータブック準絶滅危惧、｢改訂・兵庫の貴重な自然｣におけるランク B）
  - カワラハハコ（｢改訂・兵庫の貴重な自然｣におけるランク B、改訂・近畿地方の保護上重要な植物）
  - カワラサイコ（｢改訂・兵庫の貴重な自然｣におけるランク C、改訂・近畿地方の保護上重要な植物）
  - フジバカマ（環境省レッドデータブック絶滅危惧II類、｢改訂・兵庫の貴重な自然｣におけるランク B、改訂・近畿地方の保護上重要な植物）
  - ミサゴ（環境省レッドデータブック準絶滅危惧、｢改訂・兵庫の貴重な自然｣におけるランク A）
  - グンバイトンボ（環境省レッドデータブック絶滅危惧II類、｢改訂・兵庫の貴重な自然｣におけるランク C）
- 下流部（浜田井堰・中川床固～栗栖川合流点）
  - オオヨシキリ（｢改訂・兵庫の貴重な自然｣におけるランク B）
  - メダカ（環境省レッドデータブック絶滅危惧II類、｢改訂・兵庫の貴重な自然｣における要注目種）
  - ニホンアカガエル（｢改訂・兵庫の貴重な自然｣におけるランク C）
  - ミゾコウジュ（環境省レッドデータブック準絶滅危惧、｢改訂・兵庫の貴重な自然｣におけるランク C、改訂・近畿地方の保護上重要な植物）
  - カワヂシャ（環境省レッドデータブック準絶滅危惧、｢改訂・兵庫の貴重な自然｣におけるランク C、改訂・近畿地方の保護上重要な植物）
- 河口部（河口～浜田井堰・中川床固）
  - ハマサジ（環境省レッドデータブック絶滅危惧II類、｢改訂・兵庫の貴重な自然｣におけるランク C、改訂・近畿地方の保護上重要な植物）
  - アイアシ（｢改訂・兵庫の貴重な自然｣におけるランク C、改訂・近畿地方の保護上重要な植物）
  - ハママツナ（｢改訂・兵庫の貴重な自然｣におけるランク C、改訂・近畿地方の保護上重要な植物）
  - フクド（｢改訂・兵庫の貴重な自然｣におけるランク B、改訂・近畿地方の保護上重要な植物）
  - ホソバノハマアカザ（｢改訂・兵庫の貴重な自然｣におけるランク C）
  - ウラギク（環境省レッドデータブック絶滅危惧II類、｢改訂・兵庫の貴重な自然｣におけるランク C、改訂・近畿地方の保護上重要な植物）
  - ナガミノオニシバ（｢改訂・兵庫の貴重な自然｣におけるランク C、改訂・近畿地方の保護上重要な植物）
  - イソヤマテンツキ（｢改訂・兵庫の貴重な自然｣におけるランク C）
  - ハクセンシオマネキ（環境省レッドデータブック準絶滅危惧）
  - エドハゼ（環境省レッドデータブック絶滅危惧I B 類、｢改訂・兵庫の貴重な自然｣におけるランク C）
  - クボハゼ（環境省レッドデータブック絶滅危惧I B 類、｢改訂・兵庫の貴重な自然｣におけるランク B）
  - シロチドリ（｢改訂・兵庫の貴重な自然｣における要注目種）
  - コチドリ（｢改訂・兵庫の貴重な自然｣における要注目種）

## 水生昆虫
カゲロウ目・カワゲラ目・トビケラ目などの多くの水生昆虫が生息している。
- カゲロウ目
  - タニヒラタカゲロウ：上流域から中流域にかけて分布
  - ナミヒラタカゲロウ：上流域から中流域にかけて分布
  - チラカゲロウ：上流域から下流域まで広く分布
  - ユミモンヒラタカゲロウ
  - エルモンヒラタカゲロウ
  - シロタニガワカゲロウ
  - アカマダラカゲロウ
- カワゲラ目
  - ヤマトヒメカワゲラ：中流域に分布
- トビケラ目
  - ヒゲナガカワトビケラ：上流域から下流域まで広く分布
  - チャバネヒゲナガカワトビケラ
  - コガタシマトビケラ
- 源流である氷ノ山では、コエグリトビケラ属の新種や、オンダケトビケラ属の未記載種、カメノコヒメトビケラ属の一種など、非常に希少な種が生息している。

支流の引原川の水源は、最も高い地点では本流の水源とされる藤無山の標高を上回る標高約1170mにあり、水源を集水域の山とすると最高地点は氷の山三の丸の1464ｍであり、水系全体でも水温が広い範囲で比較的低いため、冷水を好む種が広い範囲で豊富に見られることが特徴である。
下流部で合流する支流中垣内川においても、冷水を好む水生昆虫の分布が確認されている（ただし中垣内川の夏季最高水温16℃‐24℃の場所は、本流・引原川の同温度帯水域とは連続していない）。

## 流域の自治体
兵庫県
宍粟市、神崎郡神河町、たつの市、揖保郡太子町、姫路市

## 主な支流
括弧内は流域の自治体
本流への合流順。
- 黒原川（くろはらがわ、宍粟市）
- 草木川（くさきがわ、宍粟市）
- 福知川（ふくちがわ、神崎郡神河町、宍粟市）
- 引原川（ひきはらがわ、宍粟市）
- 染河内川（そめごうちがわ、宍粟市）
- 伊沢川（いさわがわ、宍粟市）
- 菅野川（すがのがわ、宍粟市）
- 栗栖川（くりすがわ、たつの市）
- 中垣内川（なかがいちがわ、たつの市）
- 林田川（はやしだがわ、姫路市、たつの市、揖保郡太子町、姫路市）
- 中川（分流）

## 産業
たつの市新宮町・龍野町両地域付近は、淡口醤油や手延べ素麺・揖保乃糸の特産地である。

## 並行する交通

### 鉄道
- JR西日本姫新線（播磨新宮駅 - 本竜野駅間）

### 道路
- 国道29号
- 国道179号

## 主な橋梁
- 網干臨海大橋
- 本町橋
- 網干大橋 - 国道250号線
- 八十大橋
- 王子橋 - 県道133号線
- たつの大橋
- 揖保川橋梁 - 網干鉄道（廃線）
- 揖保川橋梁 - 山陽新幹線
- （水管橋）
- 揖保川橋梁 - ＪＲ山陽本線
- 揖保川大橋 - 国道2号線
- 揖保川橋 - 山陽自動車道
- 竜野新大橋
- 竜野橋 - 国道179号線
- 龍野旭橋
- 祇園橋 - 県道5号線
- （揖保川水路橋）
- 觜崎橋 - 県道724号線
- 揖保川橋梁 - ＪＲ姫新線
- 曽我井橋 - 県道505号線
- 東山公園橋
- 新香橋 - 県道432号線
- 香島橋 - 県道434号線
- 宇原橋
- （水管橋）
- 戸原橋 - 県道80号線
- 山崎大橋 - 国道29号線
- 揖保川橋 - 中国自動車道
- 宍栗橋 - 県道537号線
- 河東大橋
- さつき大橋
- 神河橋
- 野田橋 - 県道537号線
- 井ケ瀬橋 - 国道29号線
- 清姫橋
- 閏賀橋
- 安積橋 - 国道29号線
- 木坂橋
- 深生橋
- 西深橋
- 西福橋
- 福野橋
- 新三方橋 - 国道429号線
- 三方橋 - 県道428号線
- 井ノ田橋
- 北ノ前橋
- 砂出河原橋

## 流域の観光地
支流付近も含む。
- 与位の洞門（兵庫県宍粟市山崎町与位）
- 砥峰高原（兵庫県神崎郡神河町川上）- 市川水系との境界付近
- 家原遺跡公園（兵庫県宍粟市一宮町三方町）
- 伊和神社（兵庫県宍粟市一宮町須行名）
- 福知渓谷（兵庫県宍粟市一宮町福知）
- 原不動滝（兵庫県宍粟市波賀町原）
- ばんしゅう戸倉スノーパーク(現ばんしゅう戸倉スキー場）（兵庫県宍粟市波賀町戸倉）
- 波賀城史跡公園（兵庫県宍粟市波賀町上野）
- 龍野城と城下町（兵庫県たつの市龍野町 城周辺には資料館・記念館・公園・寺社などあり、Wikipedia内に独立記事を持つものもある。詳細は前記龍野城とたつの市から。住所に龍野町を含むものが該当する。）
- 古井家住宅 (兵庫県姫路市安富町皆河)
- 鹿ヶ壺 (兵庫県姫路市安富町関)
- 本谷のミツマタ（兵庫県宍粟市一宮町東河内）

## 環境
2003年度に実施された環境省の河川・湖沼・海域の水質測定の結果によると、1993年度測定から水質改善度が全国の河川の中で最も大きかったのは揖保川下流である。下流域の土砂浚渫と多自然型護岸造成により、中流までの良い水質を損なうことが少なくなったことによる。2020年（令和2年）の国土交通省による水質調査では、揖保川本流と引原川の合流点下流の曲里で生物化学的酸素要求量（BOD)の下限値の0.5㎎/lを記録した(他には山崎0.6 觜崎橋0.8 龍野0.6 上河原1.0 本町橋0.7。曲里は源流付近というわけではなく、支流引原川源流からは37㎞以上下った場所である。各観測地点の地図上の位置関係はのP.9を参照）。なおBODは数値が高いほど水が汚れているとされる。
兵庫県の瀬戸内海流入河川(淀川水系は除く）でイワナが自然分布するのは千種川のみとされているが、当川も潜在的には生息が可能で実際に放流個体が捕獲されている。ひょうごの川自然環境アトラス 揖保川水系編では、在来種と同じ扱いで、帰化生物としては取り扱っていない 。
2016年より、下流域で生息が確認されていたアリゲーターガーの捕獲が漁協により試みられてきたが、2017年5月2日、釣り愛好家の手により体長約1メートルのアリゲーターガーが釣り上げられ、除去された。